# Arne Munch-Petersen
Arne Munch-Petersen, född 30 september 1904, död 12 november 1940, var en dansk politiker och kommunist. Han anslöt sig till Danmarks Kommunistiske Parti (DKP) 1925, och representerade partiet i Folketinget 1932–1935. Därefter blev han DKP:s representant i Komintern och flyttade därmed till Moskva. I juli 1937 arresterades han av NKVD och fördes till Butyrkafängelset, där han dog i tuberkulos tre år senare.
Arne Munch-Petersen var son till juristen Hans Munch-Petersen och kusin till författaren och konstnären Gustaf Munch-Petersen.